# Duca di Longueville

Stemma degli Orléans-Longueville

Il titolo di duca di Longueville (in precedenza titolo comitale), collegato alla cittadina di Longueville-sur-Scie, attualmente facente parte del dipartimento della Senna Marittima, fu creato nel 1505 da re Luigi XII di Francia per il suo lontano cugino Francesco, conte di Dunois e a capo della famiglia degli Orléans-Longueville, ramo illegittimo della dinastia reale di Francia che discendeva da Jean, conte di Dunois (e conte di Longueville nel 1443), figlio naturale di Luigi di Valois e di Mariette d'Enghien. Il titolo si estinse nel 1694. Dal 1648 al titolo di duca di Longueville si aggiunse il titolo di principe di Neuchâtel, feudo in Svizzera. Nel 1654 l'ottavo duca divenne Pari di Francia come duca di Coulommiers ma la paria non fu mai registrata e si estinse quindi alla morte del titolare.

## Lista dei duchi
- Francesco I, conte poi duca di Longueville, conte di Montgommery, conte di Tancarville, visconte di Melun. Sposò nel 1505 Francesca d'Alençon, cognata di Francesco I di Francia, che rimasta vedova si sposò poi con Carlo IV di Borbone-Vendôme, duca di Vendome.
- Luigi I, duca di Longueville, conte di Montgommery, principe di Châtelaillon, visconte d'Abberville. Fratello del precedente.
- Claudio (1508 - 9 novembre 1524), duca de Longueville, conte de Montgommery, di Tancarville, visconte d'Abberville, pari di Francia. Figlio del precedente.
- Luigi II, duca de Longueville, conte de Montgommery, di Tancarville, visconte d'Abberville, pari di Francia. Fratello del precedente. Primo marito di Maria di Guisa.
- Francesco II Il piccolo Duca, duca de Longueville, conte de Montgommery, di Tancarville, visconte d'Abberville, conte di Neufchâtel, Pari di Francia. Figlio del precedente.
- Léonor, duca de Longueville, principe di Châtellaillon, marchese di Rothelin, conte di Montgommery e Tancarville, visconte d'Abberville, di Melun, conte di Neufchâtel e di Valangin. Cugino del precedente.
- Enrico I, duca de Longueville, principe di Châtellaillon, conte di Neufchâtel e di Valangin, Pari di Francia. Figlio del precedente.
- Enrico II, principe di Francia, Pari di Francia, duca di Longueville, d'Estouteville e di Coulommiers, principe sovrano di Neuchâtel e di Valangin, principe di Châtelaillon, conte di Dunois, governatore della Piccarida e poi della Normandia. Figlio del precedente.
- Giovanni Luigi (1646-1694), duca di Longueville, principe di Châtelaillon, di Neufchâtel e di Valangin, duca d'Estouteville, conte di Saint-Pol, Pari di Francia. Figlio del precedente.
- Carlo Parisio (1649-1672), duca di Longueville, principe di Châtelaillon, di Neufchâtel e di Valangin, duca d'Estouteville, conte di Saint-Pol, Pari di Francia. Fratello del precedente.